# Kazaczja Łoknia
Kazaczja Łoknia (ros. Казачья Локня) – wieś (ros. село, trb. sieło) w zachodniej Rosji, centrum administracyjne sielsowietu kazaczełokniańskiego w rejonie sudżańskim obwodu kurskiego.

## Geografia
Miejscowość położona jest nad rzekami Łoknia i Sudża, 7,5 km od granicy z Ukrainą, 5,5 km od centrum administracyjnego rejonu (Sudża), 85 km od Kurska.
W granicach miejscowości znajdują się ulice: Charitonowka, Batiukowka, Bogdanowka, Nowosiołowka, Panimanowka.

## Demografia
W 2010 r. miejscowość zamieszkiwało 605 osób.